# 진봉헌
진봉헌(陳鳳憲, 1956년 11월 18일 ~ )은 대한민국의 판사 출신 법조인이다. 본관은 강릉이며, 전라북도 순창군 출생이다. 변호사 출신 정치인 진선미의 오빠이다.

## 학력
- 순창초등학교
- 순창중학교
- 전라고등학교
- 성균관대학교 법학 학사

## 경력
- 1989.03~1991.02 수원지방법원 판사
- 1991.02~1994.02 전주지방법원 판사
- 1994.03~ 변호사진봉헌법률사무소 변호사
- 1994 전주지방법원 민사, 가사조정위원
- 1994.10 전북도의회 법률고문
- 1994~2000.12 순창군 고문변호사
- 1996.03~1999 전라북도교육청 고문변호사
- 1998.10 전라북도 규제개혁위원회 공동위원장
- 1991.01 BYC생명보험 파산관재인
- 2000.01 전라북도 고문변호사
- 2000.06 전북은행 고문변호사
- 2001.07 전라북도 노사정협의회 부위원장
- 2001.01~2002.12 전주지방변호사회 부회장
- 2003.04~2003.09 새천년민주당 당무위원 겸 동당 중앙당 법률구조단장
- 2004.04~2007.04 열린우리당 당무위원 겸 동당 중앙당 법률구조단장
- 2007.09~2008.01 대통합민주신당 당무위원 겸 동당 중앙당 법률구조단장
- 2008.04~2012.09 통합민주당(민주당·민주통합당) 당무위원 겸 동당 중앙당 법률구조단장
- 2023.07~ 한국마사고등학교 개방이사

## 상훈
- 제46회 소충사선문화재에서 향토봉사부문 본상을 수상[2]